# Мышца, отводящая мизинец стопы
Мышца, отводящая мизинец стопы (лат. Musculus abductor digiti minimi) — мышца подошвенной части стопы.
Располагается наиболее латерально из мышц этой группы, находясь непосредственно под подошвенным апоневрозом. Начинается от латерального и медиального отростков бугра пяточной кости и от подошвенного апоневроза. Направляется вниз и переходит в короткое сухожилие, которое прикрепляется к латеральной стороне основания проксимальной фаланги мизинца.

## Функция
Мышцы латеральной группы подошвы в смысле воздействия каждой из них на мизинец незначительна. Главная роль их заключается в укреплении латерального края свода стопы.